# Pristava, Nova Gorica
Pristava este o localitate din comuna Nova Gorica, Slovenia, cu o populație de 361 de locuitori.